# Подберезкино
Подберезкино — деревня в Островском районе Псковской области. Входит в состав Островской волости.
Расположена в 14 км к северо-востоку от города Остров.
| 2001 | 2002 | 2010 |
| ---- | ---- | ---- |
| 3    | ↘1   | ↘0   |

## История
Деревня до апреля 2015 года входила в состав ныне упразднённой Волковской волости района.